# Sztrapacska
A Magyarországon elterjedt sztrapacska nem azonos a szlovák strapačkyval, amely egy reszelt, nyers burgonyát tartalmazó galuska, párolt savanyúkáposztával és hússal (szlovákul kapustové halušky, strapačky s kapustou vagy strapačky, ez magyarul káposztás galuska). Ehelyett itthon egy másik szlovák ételt kínálnak ezen a néven, a juhtúrós galuskát (ennek szlovák neve bryndzové halušky). Az eredeti változat tésztája (halušky) leginkább a nokedlihez hasonlít, különbség azonban ahhoz képest, hogy reszelt nyers burgonyát is tartalmaz. A szlovákok a „galuskára” savanyú káposztát és húst téve készítik el a sztrapacskát, a magyarok juhtúróval, szalonnával fogyasztják, vagy borsos párolt káposztával, tejföllel.

## Története
A Magyar Királyság területén kétféle galuska jellegű étel is kialakult egy időben: a hegyvidéki burgonyás galuska, és a síkvidéki, burgonya nélküli, később polgári elnevezést kapott galuska. A burgonya megtermett zordabb körülmények között is, így a szegényebb hegyvidéken élők számára alapvető táplálékká vált, mivel kevesebb drága liszt kellett a tésztába. A mai szlovák nyelvterületen "bryndzové halušky"-nek nevezik a lágy tésztából szaggatott, főtt burgonyával készült juhtúrós galuskát, ami a magyar sztrapacska ottani megfelelője. A szlovák  "strapačky" étel elsősorban krumplival készült galuskát jelent, szemben a nokedlivel, amelyben nincs burgonya, a halušky szó pedig inkább a vastagmetélt tésztát jelenti.

## Etimológia
A strapatý szó jelentése kócos, borzas; ezen ételféleség hasonló elnevezése pedig abból adódhat, hogy a reszelt nyers krumpli borzassá teszi a galuskát. A mai szlovák nyelvhasználatban már csak a káposztás sztrapacskát nevezik “borzaskának”: (kápustové) strapačky. A Nyírségben csírásgaluska néven is ismerik, de használatos még a nyögő, nyögvenyelő kifejezés is.